# Merkin

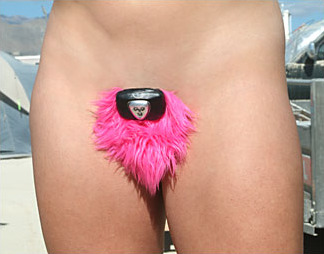
Un merkin (con luz parpadeante) utilizado por una mujer para cubrir su pubis.

Un merkin  es una peluca para el pubis. Inicialmente, los merkins eran usados por trabajadoras sexuales que se habían afeitado el monte de Venus, y en la actualidad se utilizan como elementos decorativos, o eróticos, o en películas, tanto por hombres como mujeres.

## Historia y etimología
El Oxford Companion to the Body indica que las pelucas para el pubis se originaron hacia 1450. Según se indica en dicha referencia, las mujeres se rasuraban el vello púbico por razones de higiene personal y para combatir los piojos del pubis. Luego usaban un merkin. Las trabajadoras sexuales también usaban un merkin para cubrir los signos de enfermedades, tales como la sífilis.
El Oxford English Dictionary por su parte, indica que el primer uso escrito del término se remonta a 1617. La palabra probablemente es un derivado de malkin, un término derogatorio utilizado en Inglaterra para una mujer joven de clase baja, o de Marykin, una forma cariñosa del nombre femenino Mary.

## Uso contemporáneo
En la industria del cine en Hollywood, los actores y actrices utilizan merkins para evitar exponer en forma inadvertida sus genitales en escenas de desnudos o semidesnudos. Cuando se utiliza el merkin, si fuera necesario, se intercalan breves flashes de la entrepierna. La presencia del merkin protege al actor de incurrir en un desnudo «completo-frontal» (algunos contratos específicamente indican que los pezones y los genitales deben estar cubiertos de alguna forma), lo cual ayuda a que la película consiga una calificación para la audiencia menos restrictiva.
Un merkin también puede ser utilizado cuando el actor tiene menos vello púbico que el que se requiere, como por ejemplo de los bailarines extras en The Bank Job. Amy Landecker utilizó un merkin en A Serious Man (2009) para la escena en que toma sol desnuda; la depilación brasileña no era una práctica habitual en 1967, época en la cual se ambientaba la película.
- Se había dispuesto de un merkin para que lo utilizara Lucy Lawless en la serie de TV  Spartacus: Blood and Sand, pero finalmente no lo utilizó.[8]
- En una entrevista de la revista  Allure, Kate Winslet cuenta como rehusó utilizar un merkin en The Reader.[7][9]
- En la São Paulo Fashion Week en 2010, la casa de diseño Neon a una modelo desnuda con un vestido de plástico transparente. Según el diseñador, la modelo utilizó una peluca púbica para que pareciera más natural.[10]
- En una entrevista, Gina Gershon contó que ella usó un merkin en Killer Joe.[11]
- Olivia Wilde utilizó un merkin en sus escenas desnuda en la serie de TV Vinyl.[12]